# Araçagi
Araçagi é um município brasileiro localizado na Região Metropolitana de Guarabira, estado da Paraíba. Sua população em 2016 foi estimada pelo IBGE (Instituto Brasileiro de Geografia e Estatística) em 17 061 habitantes, distribuídos em 228 km² de área.

## História
Araçagi surgiu em meados do século XVIII, quando a região servia de pousada para os mercadores e tangerinos de gado que praticavam o comércio entre Mamanguape, que, na época, era conhecida como Monte-Mor, Marí e os sertões da então província da Paraíba. Alguns desses mercadores estabeleceram relações de amizade com os índios Guandus e fixaram-se num lugar conhecido como Rio dos Araçás.
A tradição oral conta que um português conhecido como Manoel estabeleceu-se em um lugar denominado de Tainha e, lá, casou-se com uma mestiça de nome Francisca, conhecida como dona Chiquinha. O casal teve filhos e deu origem a várias gerações. Presume-se que foi Manoel o doador de uma propriedade situada no povoado Rio dos Araçás. Naquele local, surgiu Araçagi. A palavra é tupi e significa "água de araçá", pela junção de ara'sá ("araçá") e  'y  ("água"), numa alusão à grande quantidade dessa planta frutífera que se multiplicava, abundantemente, às margens do rio.
Em 1870, quando aqui chegou a família Melo, Padre Raulino Ricardo e trabalhadores cheios de boa vontade pelo progresso deste povoado, edificaram a primeira casa e o templo. Estava, assim, iniciada a formação do núcleo, um dos mais importantes que integravam o município de Guarabira. Foi o padre Francelino Coelho Viana que conseguiu melhores recursos e construiu a capela.
A emancipação política foi conseguida graças aos esforços de três homens: João Pessoa de Brito, João Felix da Silva e Olivio Câmara Maroja. A emancipação de Araçagi foi obtida graças à Lei Estadual 2 147, de 22 de julho de 1959.

## Geografia
Localizado na microrregião de Guarabira. De acordo com o Instituto Brasileiro de Geografia e Estatística, no ano de 2006 sua população era estimada em 17 334 habitantes. Área territorial de 230 quilômetros quadrados.
Araçagi faz limite com os seguintes municípios:
Ao norte: Duas Estradas, Curral de Cima e Sertãozinho;
Ao sul: Mulungu, Marí, Sapé e Capim;
A leste: Cuité, Mamanguape e Itapororoca;
A oeste: Guarabira e Pirpirituba.
O município de Araçagi está inserido na unidade geoambiental dos serrotes, inselbergues e maciços residuais. A vegetação é de caatinga hipoxerófila, com pequenas áreas de florestas caducifólia.
Araçagi está inserido nos domínios da bacia hidrográfica do rio Mamanguape e tem como principais tributários os rios Mamanguape e Araçagi, além dos riachos: Pau d’Arco, Guandu, da Nascença, Grande, Bananeiras, Tamanduva, Barreiro, da Barra, Salgado e Taumatá, a maioria de regime intermitente. Conta com o Açude Araçagi, Barriguda, Novo, Morgado e Violeta.
As principais culturas agrícolas são o abacaxi, a mandioca, a cana de açúcar, o milho, o feijão e a fava. Na fruticultura, destaca-se o coco, manga, laranja, limão e mamão.
Na pecuária, a criação de gado bovino, a avicultura e a caprinocultura.

### Clima
Dados do Departamento de Ciências Atmosféricas, da Universidade Federal de Campina Grande, mostram que Araçagi apresenta um clima com média pluviométrica anual de 1020,0 mm e temperatura média anual de 24,8 °C.
| Dados climatológicos para Araçagi             | Dados climatológicos para Araçagi | Dados climatológicos para Araçagi | Dados climatológicos para Araçagi | Dados climatológicos para Araçagi | Dados climatológicos para Araçagi | Dados climatológicos para Araçagi | Dados climatológicos para Araçagi | Dados climatológicos para Araçagi | Dados climatológicos para Araçagi | Dados climatológicos para Araçagi | Dados climatológicos para Araçagi | Dados climatológicos para Araçagi | Dados climatológicos para Araçagi |
| Mês                                           | Jan                               | Fev                               | Mar                               | Abr                               | Mai                               | Jun                               | Jul                               | Ago                               | Set                               | Out                               | Nov                               | Dez                               | Ano                               |
| --------------------------------------------- | --------------------------------- | --------------------------------- | --------------------------------- | --------------------------------- | --------------------------------- | --------------------------------- | --------------------------------- | --------------------------------- | --------------------------------- | --------------------------------- | --------------------------------- | --------------------------------- | --------------------------------- |
| Temperatura máxima média (°C)                 | 31,7                              | 31,6                              | 31,2                              | 30,6                              | 29,7                              | 28,8                              | 28,3                              | 28,8                              | 29,9                              | 30,9                              | 31,6                              | 31,7                              | 30,4                              |
| Temperatura média (°C)                        | 25,9                              | 26,0                              | 25,8                              | 25,3                              | 24,6                              | 23,7                              | 23,0                              | 23,2                              | 24,0                              | 24,9                              | 25,4                              | 25,8                              | 24,8                              |
| Temperatura mínima média (°C)                 | 21,6                              | 21,7                              | 21,7                              | 21,4                              | 20,9                              | 20,0                              | 19,3                              | 19,1                              | 19,8                              | 20,4                              | 20,8                              | 21,2                              | 20,7                              |
| Chuva (mm)                                    | 130,5                             | 158,7                             | 144,0                             | 85,8                              | 76,6                              | 61,6                              | 53,5                              | 40,5                              | 37,5                              | 26,8                              | 29,0                              | 41,8                              | 1 020,0                           |
| Fonte: Departamento de Ciências Atmosféricas. |                                   |                                   |                                   |                                   |                                   |                                   |                                   |                                   |                                   |                                   |                                   |                                   |                                   |

Nota linguística: Segundo as normas ortográficas vigentes da língua portuguesa, este topónimo deve ser grafado como Araçaji.